# مرکز ورزش‌های آبی ماریا لنک

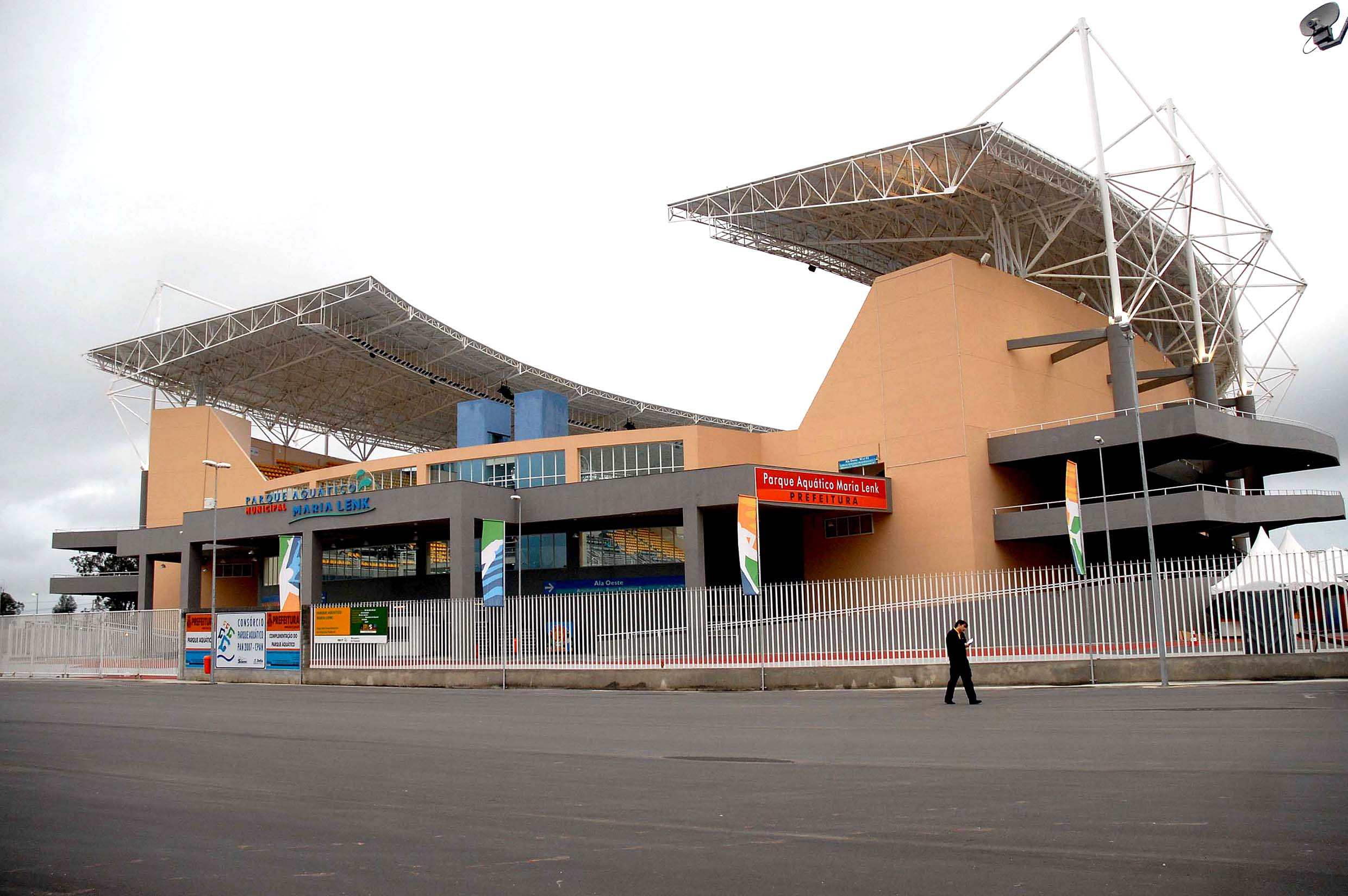
مرکز ورزش‌های آبی ماریا لنک

مرکز ورزش‌های آبی ماریا لنک (پرتغالی: Parque Aquático Maria Lenk) ورزشگاهی در شهر ریودو ژانیرو، برزیل است که مخصوص ورزش‌های آبی ساخته شده شده است.
مسابقات شنای موزون، شیرجه و واترپلو بازی‌های المپیک تابستانی ۲۰۱۶ در این ورزشگاه برگزار خواهد شد. این مجموعه که در حدود ۸۰۰۰ نفر ظرفیت دارد نام آن به افتخار ماریا لنک شناگر زن اهل برزیل انتخاب شده است.